# Большая Именная
Больша́я Именна́я — река в России, протекает по землям Пермского края и Свердловской области. Длина реки — 51 км, площадь водосборного бассейна — 533 км².

## География
Большая Именная протекает по землям Горнозаводского муниципального округа Пермского края, Качканарского муниципального округа и городского округа «Город Лесной» Свердловской области.
Исток реки находится в 3,5 км на северо-северо-восток от горы Колпаки. Большая Именная является левым притоком Туры и впадает в Нижнетуринский пруд.

### Населённые пункты
На реке Большой Именной расположены два населённых пункта: посёлок Именновский и закрытый город Лесной.

### Притоки
(расстояние от устья)
- 2,4 км: Чёрная[5]
- 23 км: Уреф[4] (лв)
- 24 км: Чекмень[4] (пр)
- Именнушка[4] (пр)
- Потаповка[4] (пр)
- Лобовка[4] (пр)

## Данные водного реестра
По данным государственного водного реестра России, река относится к Иртышскому бассейновому округу, речному бассейну Иртыша, речному подбассейну Тобола. Водохозяйственный участок — Тура от истока до впадения реки Тагил.